# Добри Жотев
Добри Жотев (роден Добри Александров Димитров) е български писател, участник в комунистическото съпротивително движение по време на Втората световна война, партизанин.

## Биография
Роден е на 24 януари 1921 г. в с. Радуй, Пернишко. Завършва основно образование в родното си село през 1929 г. Учи гимназия в София и Перник. През тези години се запалва от социалистическите идеи и се включва в гимназиалната организация на РМС.
Не успява да завърши последния клас, тъй като през пролетта на 1942 г. е арестуван. Осъден е на 15 години строг тъмничен затвор по ЗЗД. Присъдата си излежава в Софийския централен затвор (до 27 февруари 1943 г.), а след това – в Скопския затвор. След бягството си оттам в края на август 1944 г. преминава в нелегалност и продължава участието си в антидържавната комунистическа борба, сражавайки се като партизанин в редовете на Югославската народна освободителна армия (ЮНОА).
След 9 септември 1944 г. е активист на Съюза на народната младеж, участва в бригадирското движение, работи като литературен консултант във в. „Народна младеж“. От 1954 до 1968 г. е редактор в издателство „Народна младеж“, а от 1968 до 1976 г. – във в. „Стършел“, където след пенсионирането си продължава да работи като нещатен литературен съветник.
Умира на 22 ноември 1997 г. в София.

## Творчество
Добри Жотев започва да пише стихове още в прогимназията. Автор е на любовна лирика, сатирични поеми, стихотворения, разкази, произведения за деца и три пиеси.
Ранната поезия на Жотев е силно политизирана. Постепенно се насочва към социално-политическата сатира и интимната лирика. Голяма част от прозата му е с мемоарен характер.
Любовната лирика на Жотев дава текстове на популярни български песни:
- „Писмо и болка“, муз. Светозар Русинов, изп. Мими Иванова и Боян Иванов (1975).
- „Притихналият дом“, муз. Иван Калчинов, ар. Симеон Щерев, изп. Диди Господинова (алб. „Хоризонт 11", Балкантон, 1977).
- „Обичам те!“, муз. Вили Казасян, изп. Стефка Берова и Йордан Марчинков (алб. „Обичам те", Балкантон, 1978).
- „Писмо“, муз. Вили Казасян, изп. Маргарита Горанова (алб.  „Песен за двама ни", Балкантон, 1983).
- „Отговор“, муз. Румен Бояджиев, Константин Цеков, изп. ФСБ[2] (алб. „Обичам те дотук", 1987).
- Песен от филма „Скъпа моя, скъпи мой“ (1986), муз. Митко Щерев, изп. Милица Божинова и Илия Ангелов.
- „Писмо“, муз. Румен Бояджиев, изп. Румяна Коцева  (алб. „Водопад", Балкантон, 1987).

### Поезия
- „Жажда“ (1951) – Изд. „Народна младеж“
- „Буйният вятър“ (1958) – Изд. „Народна младеж“
- „На гости у дявола“ (1962) – Изд. „Български писател“
- „Обич моя!“ (1964) – Изд. ДВИ
- „Викове“ (1966) – Изд. „Български писател“
- „От Дявола до Кибернета“ (1968) – Изд. „Народна младеж“
- „Стихотворения“ (1969) – Изд. „Български писател“
- „Влюбени слънца“ (1973) – Държ. изд.
- „Лирика“ (1974) – Изд. „Народна младеж“
- „Лирически поеми“ (1974) – Български писател
- „През извървяното“ (1981) – Изд. „Народна младеж“
- „Избрани произведения“ в два тома (1981) – Изд. „Български писател“
  - Том едно – Стихотворения и поеми
  - Том две – Разкази
- „Делфийският оракул“ (1983) – Изд. „Български писател“
- „Пробягва вихърът на времето" (1987) – Изд. „Христо Г. Данов"
- „Слънчев сплит“ (1988) – Изд. „Български писател“
- „Начало за евангелие“ (1991) – Изд. „Сибия“
- „Светове на сумрака“ (1995) – Изд. „Иван Вазов“
- „Вихърът на времето“ (1996) – Изд. „Иван Вазов“
- „Превъзмогване“ (2015) – ИК „Жанет 45“
- „Аз ида като истина“ (2021) — ISBN 978-619-179-125-5
Съставител Лилия Сребрева

### Проза
- „Как и какви пиеси да играем“ (1949) – Изд. „Народна младеж“ 
 Художествена самодейност – Препоръки
- „Пак мамеше изгрева“ (1965) – Изд. „Народна младеж“ 
 Очерци
  - „Опять манит рассвет“ (1965) – Изд. лит. на иностр. языках
 Очерци
- „Обличане на Венера“ (1969) – Изд. „Български писател“
Пиеса
- „Автостоп“ (1970) – в. „Стършел"; Библиотека „Стършел": 168
Хуморист. разкази и стихове
- „Преживени разкази“ (1973) – Изд. „Български писател“
- „По пътищата“ (1975) – Изд. „Български писател“
  - „Рассказы о пережитом“ (1989) – Изд. „София-пресс“
- „Предумишлено убийство“ (1974) – в. „Стършел"; Библиотека „Стършел": 212
 Хуморист. разкази
- „Душа человеческа“ (1979) – в. „Стършел"; Библиотека „Стършел": 277
 Хуморист. разкази
- „Малолетния“ (повест за Петър Киряков) (1980) – изд. „Партиздат“
- „Шерле-перле“ (1983) – в. „Стършел"
 Хуморист. разкази
- „Награда от Джокондата“ (1985) – Изд. „ОФ“
- „Ао куку“ (1986) – в. „Стършел"; Библиотека „Стършел": Кн. 4–356
 Хуморист. разкази
- „Сватбата на Гочо“ (1988) – в. „Стършел"; Библиотека „Стършел": Кн. 9–385
 Хуморист. разкази
- „Езически разкази“ (1993) – Изд. „Христо Ботев“

### Произведения за деца
- „Лесньо дири леснината. Весели истории“ (1960) – Изд. „Български писател“
- „Птичи хор“ (1963) – Изд. „Народна младеж“
- „Вълчи вървища“ (1965) – Изд. „Народна младеж“
- „Прощъпулки“ (1971) – Изд. „Народна младеж“
- „Караман“ (1976) – Изд. „Български Художник“
- „За вас, деца невинни, от 5 до 105 години“ (1979) – Изд. „Народна младеж“
- „Караман“ (1976) – Изд. „Български Художник“

### Естрада
- „За мир“ (1951) – Изд. „Народна младеж“
- „Граничари“ (1952) – Изд. „Народна младеж“

### Аудио произведения
- „Лирика и сатира“ – (грамофонна плоча) (1988) – Балкантон

## Филмография
- Белег за човещина (1975) – съсценарист